# Julius Greßler
Julius Greßler (* 3. Juni 1877 in Witten; † 1946) war ein deutscher Lehrer und Politiker (DDP, DStP).

## Leben
Nach dem Abitur am Realgymnasium in Barmen studierte Greßler von 1897 bis 1901 Mathematik und Naturwissenschaften an den Universitäten in Göttingen, München und Berlin. Von 1901 bis 1903 durchlief er eine praktische Ausbildung für das Lehramt an höheren Schulen. Von 1903 bis 1909 war er als Oberlehrer am Gymnasium in Viersen und am Realgymnasium in Barmen tätig.
Greßler trat während der Zeit der Weimarer Republik in die Deutsche Demokratische Partei (DDP) ein und war von 1920 bis 1922 sowie von 1925 bis 1930 Mitglied des DDP-Parteiausschusses. Er betätigte sich im kommunalpolitischen Ausschuss der Partei und war ab 1919 Beigeordneter (Dezernent für das Schulwesen) in Barmen. 1930 wurde die DDP in Deutsche Staatspartei (DStP) umbenannt. Im Dezember 1924 wurde Greßler als Abgeordneter in den Preußischen Landtag gewählt, dem er bis 1932 angehörte. Im Parlament vertrat er den Wahlkreis 22 (Düsseldorf-Ost).
Nach dem Zweiten Weltkrieg wurde Greßler vom Vorstand des FDP-Landesverbandes der Provinz Nordrhein für den Provinzialrat vorgeschlagen.